# Bénédictin (pomme)
Pour les articles homonymes, voir Bénédictin (homonymie).
Bénédictin est un cultivar de pommier domestique. Cette pomme est aussi appelée Reinette Normande, Œil de Nèfle et Bénédictin de Jumièges. C'est un fruit de table et à cuire.

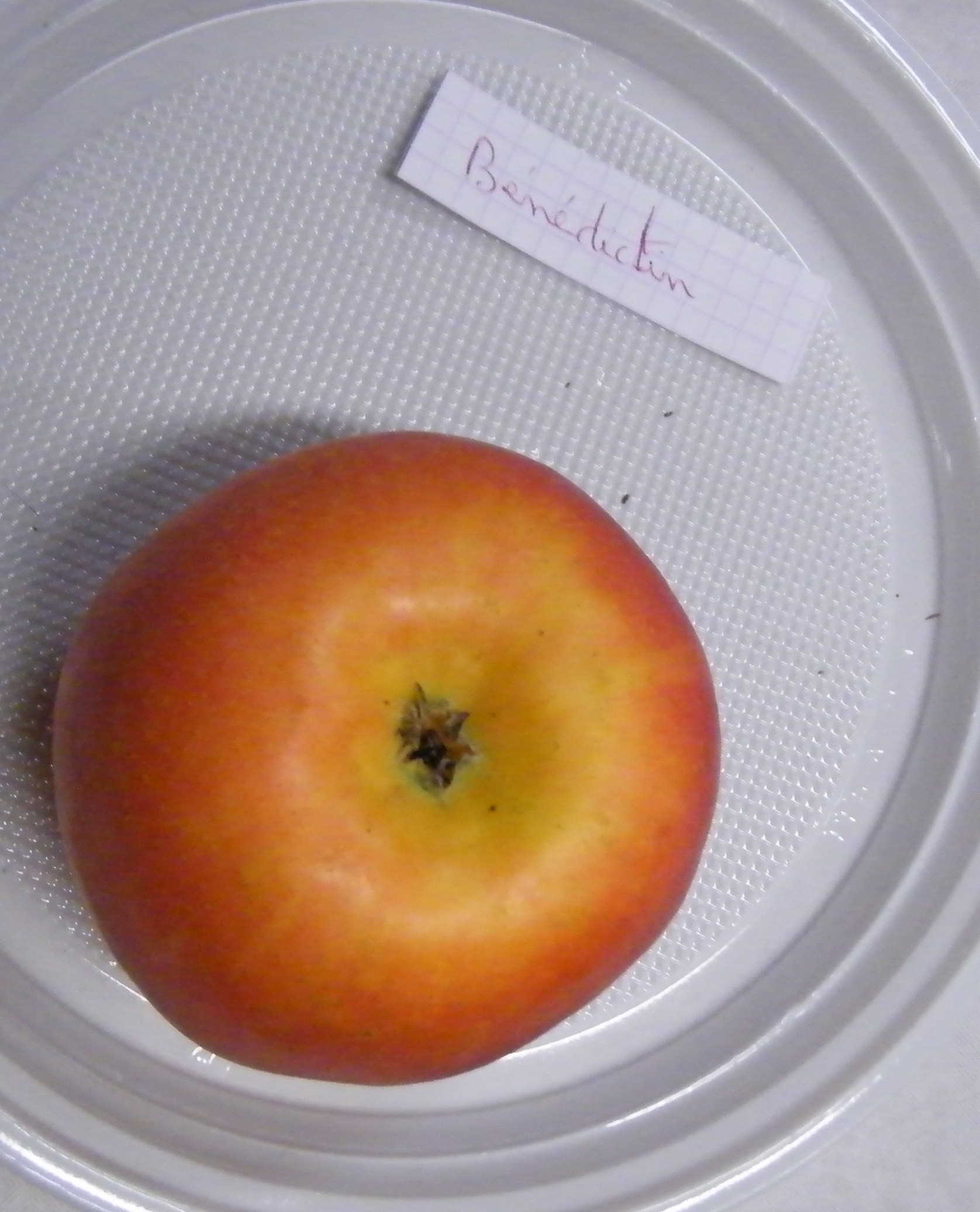
Bénédictin.

## Description
- Usage : à couteau et pomme à cuire, tarte tatin par exemple
- Calibre : gros (> 200 grammes)
- Pelure :
- Chair : blanche, tendre et fine

## Origine
Il s'agit d'une variété ancienne normande. Elle fut nommée « Bénédictin » en hommage aux moines de l'abbaye de Jumièges.

## Parenté

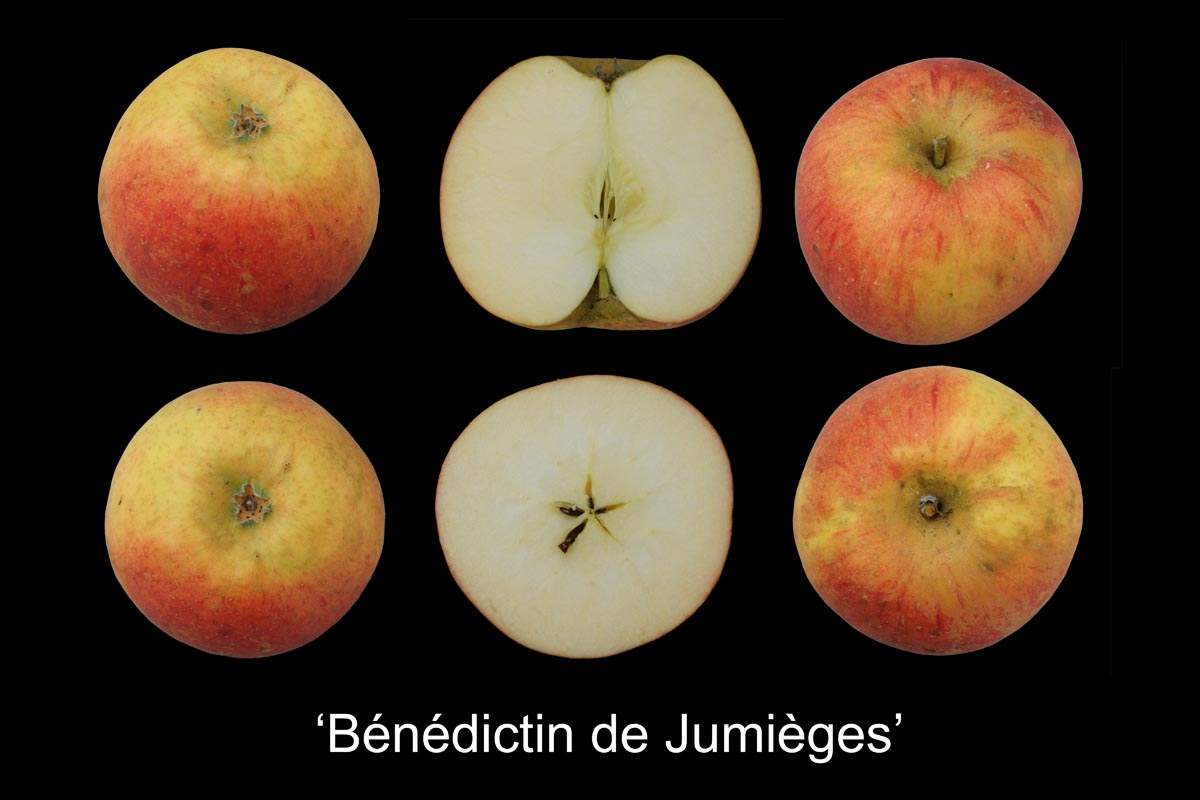
'Bénédictin'

Descendants :

## Pollinisation
- Groupe de floraison :
- S-génotype :
- Pollinisateurs :

## Maladies
- Tavelure :
- Mildiou :
- Feu bactérien :
- Rouille :
- Pucerons :

## Culture
- Vigueur du cultivar :
- Cueillette : octobre
- Maturité de consommation : octobre
- Conservation : six mois au frais